# Pavetta catophylla
Pavetta catophylla es una especie de planta con flores perteneciente a la familia Rubiaceae. Fue descrita por primera vez por Karl Moritz Schumann en 1899. El área de distribución de esta especie va de Mozambique a Zululandia (Sudáfrica). Se trata de un arbusto que crece sobre todo en biomas tropicales con estaciones secas. Esta especie se encuentra en una preocupación menor, según la IUCN.

## Descricpión
Pavetta catophylla es un arbusto o mata enana de 0,5 a 2,5 m de altura. Posee flores olorosas y un fruto de color negro/verde grisáceo.